# Дагестанска автономна съветска социалистическа република
Дагестанската автономна съветска социалистическа република е автономна съветска социалистическа република в бившия Съветски съюз.

## История
Създадена е на 20 януари 1921 г. На 17 септември 1991 г. е преименувана в Дагестанска ССР и на 17 декември 1991 г. – в Република Дагестан.
Територията ѝ е 50 300 кв. км. Има население 1 768 000 души. Съотношението градско/селско население е 782 000 към 986 000 души.
Дагестанската АССР е наградена с орден „Трудово Червено знаме на РСФСР“ (1922), орден „Ленин“ (1965), орден „Октомврийска революция“ (1971) и орден „Дружба на народите“ (1972).
Малката планета 2297 Дагестан, открита от съветския астроном Николай Черних, е наречена на Дагестанската АССР.

## Население
Националният състав на републиката към 1939 г.:
- аварци – 419 000
- даргинци – 247 000
- кумики – 202 000
- лезгини – 189 000
- руснаци – 189 000
- лакци – 89 000